# ムクチェス

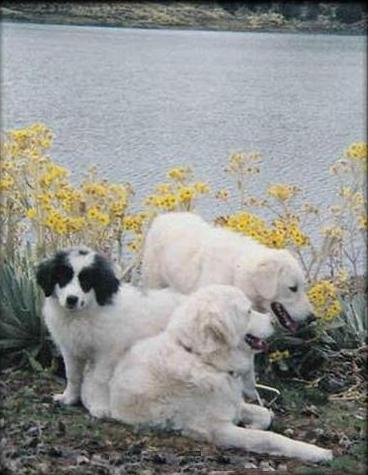

ムクチェス（英：Mucuchies）は、ベネズエラ原産の犬種のひとつである。
別名はベネズエラン･シープドッグ(英:Venezuelan Sheepdog)など。

## 歴史
16世紀の終わりごろ、ベネズエラに牧牛、及びコンキスタドール（現地住民を制圧・殺戮するためにスペインなどが植民地に送り込んだ僕の犬のこと）として持ち込まれたスパニッシュ・マスティフが元になっている。これを更に力強く有能で大きな犬種にするため、アルジェリア原産のマスティフ犬種やアイディ、グレート・ピレニーズなどを掛け合わせて作出された。
主に家畜を泥棒などから守る護畜犬などとして使われていた。家畜を盗んだり命を脅かそうとするものに対しては容赦なく攻撃を行い、命をかけて戦い、徹底的に排除した。この他、牛を誘導する牧牛犬としても使われた。
本種の中で最も著名な犬は、シモン・ボリバルの愛犬であるネヴァド号（en:Nevado）である。ネヴァドは生涯ボリバルに忠誠を誓い、彼の寵愛を受けていた。数々の戦争にも主人に同行し、南米の雄の愛犬として有名になった。尚、ネヴァドとボリヴァールが一緒に描かれた肖像画が現存している。
第二次世界大戦後ムクチェスの頭数は激減し、それにより希少種と銘打って利潤目的の乱繁殖が横行し、犬質は大きく低下してしまった。このため、犬質を取り戻して犬種を健全に保護するための犬種クラブが1961年に結成された。犬種クラブの活動は実り、数年後に本種は以前の犬質を回復、1964年にはベネズエラを代表する犬として国犬に指定された。
このままムクチェスはすぐに頭数を回復していくものと見られたが、近年に犬種クラブが何らかの理由で解散され、頭数が減少し絶滅の危機に陥った。一時は存亡そのものが灯し火のように危うい状態にまで陥ったが、現在は愛好家が集って犬種クラブが再結成され、繁殖も本格的に再開されなんとか危機を脱することができた。しかし、まだその頭数は世界的には非常に少なく、希少種として認定しているケネルクラブも多い。あまり南米以外では知られていない犬種で、基本的に大半はベネズエラで飼育されている。

## 特徴
作出にグレート・ピレニーズが使われているため、ヨーロッパなどに見られる「白い巨犬」という護畜犬のグループの犬に似た容姿を持つ。がっしりして筋肉質の体型で、マズルや脚なども太めである。顔つきは比較的優しい。のど下にはデューラップというたるみがあることもある。耳は垂れ耳、尾はふさふさした垂れ尾で、コートは密度が高くふかふかした柔らかなロングコート。首周りのコートは特に厚めである。コートは防寒だけでなく、家畜泥棒の攻撃を軽減するという役割も果たしている。毛色はホワイトの単色、或いはホワイトやミルクを地としてブラックやグレーなどの有色の斑が入ったもの。体高56〜71cm、体重30〜50kgの大型犬で、性格はひとりの主人に忠実を尽くし献身的で従順、知的で愛情深いが、警戒心が強く見知らぬ相手に対しては防衛本能が発動する。主人家族に対しても愛情深いが、基本的に主人の言うことにのみ従う。状況判断力は高い。大柄だが活発で運動量は多い。力を制御するため、飼育の際にはしっかりとした訓練が必要である。かかりやすい病気は大型犬にありがちな股関節形成不全や、湿気で地肌が蒸れて起こる皮膚疾患などがある。